# 哈尔滨宝马撞人案
哈尔滨宝马撞人案是2003年10月16日发生在中華人民共和國黑龍江省哈尔滨市的一起宝马SUV车撞人案件。
2003年10月16日上午10点左右，代义权、刘忠霞夫婦驾驶着满载大葱的农用车行驶到哈尔滨市人才市场（道里区抚顺街附近）门前。为了躲避从对面驶过来的面包车，代义权将农用车的方向盘向右打了一下，結果与停在路边的一辆宝马车刮在一起。但代义泉夫妇并没有察觉，继续开车前行，宝马车则被农用车拖出约1.5米左右。此时坐在宝马车内的苏秀文姐妹立即下车拦住代义泉夫妇並與代义泉夫妇發生爭執。在围观群众的劝解下，苏秀文姐妹回到車內，之後駕駛車輛朝代义泉夫妇以及圍觀群眾衝撞，導致刘忠霞當場身亡，另有12名周圍群眾受傷。宝马车连续撞人后又撞到路边的大树上。
2003年12月20日，哈尔滨市道里区人民法院一审判決苏秀文犯下交通肇事罪判处其有期徒刑两年，缓刑三年。2004年3月27日，黑龙江省“10·16”案件调查复查组向東北網記者表示，没有证据证明苏秀文涉嫌故意杀人。當時有傳言苏秀文是黑龙江省政协主席韩桂芝的儿媳妇。韩桂芝則向新京報記者高爽否認苏秀文是她的儿媳。哈尔滨宝马撞人案见报后5个月，韩桂芝被免职。當時有人揣测韩桂芝的落马与哈尔滨宝马撞人案有关，但新京報記者高爽認為韩桂芝或与其涉及黑龙江省绥化市市委书记马德案有关联。